# Peking Duk
Peking Duk ist ein australisches Electronic-Duo aus der Hauptstadt Canberra. Ab 2014 hatten sie mehrere Singlehits in den australischen Charts.

## Bandgeschichte
Adam Hyde war Bassist in verschiedenen Bands gewesen und Reuben Styles hatte Hip-Hop-Musik gemacht. Die beiden Musiker schlossen sich 2010 zusammen und gründeten das Electronic-Projekt Peking Duk. Sie machten regelmäßig eigene Veröffentlichungen und waren als Remixer tätig. Ein erster Erfolg war ein Remix von Take a Walk, im Jahr 2012 der größte Hit von Passion Pit. Feels Like war im Jahr darauf ihr erster kleinerer eigener Erfolg.
Der Durchbruch kam 2014 mit dem Song High mit Nicole Millar als Sängerin. Das Lied erreichte Platz 5 der australischen Charts und war auch in Neuseeland erfolgreich. Es wurde mit 3-fach-Platin und einem Aria-Award für die beste Dance-Aufnahme des Jahres ausgezeichnet. Mit Take Me Over ließen sie noch im selben Jahr einen weiteren Top-10-Hit folgen.
Der größte Hit des Duos folgte zwei Jahre später. Stranger mit der schwedischen Sängerin Elliphant brachte sie erneut auf Platz 5 und erreichte 4-fach-Platin. Bei den Aria Awards 2017 wurde es als Song des Jahres ausgezeichnet.
Es folgten Fake Magic und Let You Down, weitere internationale Zusammenarbeiten mit AlunaGeorge bzw. Icona Pop, die 2017 noch kleinere Hits waren. Die Singles Wasted und Sugar brachten ihnen in den nächsten beiden Jahren noch einmal Gold und Platin, sie verfehlten aber die Top 50 der Singlecharts.

## Diskografie
Lieder

| Jahr | Titel Weitere Interpreten             | Höchstplatzierung, Gesamtwochen, AuszeichnungChartplatzierungen (Jahr, Titel, Weitere Interpreten, Platzierungen, Wochen, Auszeichnungen, Anmerkungen) | Höchstplatzierung, Gesamtwochen, AuszeichnungChartplatzierungen (Jahr, Titel, Weitere Interpreten, Platzierungen, Wochen, Auszeichnungen, Anmerkungen) | Anmerkungen |
| Jahr | Titel Weitere Interpreten             | AU | NZ | Anmerkungen |
| ---- | ------------------------------------- | --- | --- | ----------- |
| 2014 | High featuring Nicole Millar          | AU5 ×4Vierfachplatin · (25 Wo.)AU | NZ13 ×2Doppelplatin · (15 Wo.)NZ |             |
| 2014 | Take Me Over featuring Safia          | AU6 ×3Dreifachplatin · (23 Wo.)AU | NZ32 Platin · (5 Wo.)NZ |             |
| 2015 | Say My Name featuring Benjamin Joseph | AU29 Platin · (5 Wo.)AU | — |             |
| 2016 | Stranger featuring Elliphant          | AU5 ×5Fünffachplatin · (22 Wo.)AU | NZ20 ×2Doppelplatin · (10 Wo.)NZ |             |
| 2017 | Fake Magic mit AlunaGeorge            | AU34 ×3Dreifachplatin · (15 Wo.)AU | NZ— PlatinNZ |             |
| 2017 | Let You Down featuring Icona Pop      | AU37 ×2Doppelplatin · (15 Wo.)AU | NZ— GoldNZ |             |
| 2018 | Fire / Reprisal                       | AU12 ×5Fünffachplatin · (22 Wo.)AU | NZ— PlatinNZ |             |

Weitere Lieder
- Bingo Trippin (2011)
- Welcome (featuring Stef K., 2011)
- I Love to Rap (2012)
- The Way You Are (2012)
- You Are Like Nobody Else (Peking Duk & Swanky Tunes featuring James McNally, 2013)
- Feels Like (2013)
- Mufasa (mit Laidback Luke, 2014)
- Wasted (2018, Platin)
- Sugar (mit Jack River, 2019, Platin)
- Ur Eyez (featuring Al Wright, 2019)
- Move (featuring Alisa Xayalith, 2020)
- Nothing to Love About Love (mit den Wombats, 2020)
- Lil Bit (mit Tommy Trash, 2020)

## Auszeichnungen
- ARIA Awards[1]
  - 2014: Best Dance Release für High (featuring Nicole Millar)
  - 2017: Song of the Year für Stranger (featuring Elliphant)